# John David Digues La Touche
John David Digues La Touche (5 de junio de 1861 Tours – 6 de mayo de 1935, Mallorca (en mar) fue un ornitólogo, naturalista, y zoólogo irlandés. Su carrera fue como oficial de aduana en China.
La familia La Touche era de extracción hugonote; aun así, John David se educó en la Abadía de Downside, cerca de Bath. En 1822, ingresó al Servicio de Aduana Marítimo Imperial en China donde vivió hasta 1921. Y, se retiró a Dublín y más tarde al Condado Wicklow Newtownmountkennedy.
Durante su tiempo en China,  hizo extensas observaciones ornitológicas e hizo recolecciones, resultando en muchos publicaciones importantes. Notablemente,  escribió A Handbook of the Birds of Eastern China (Un Manual de Aves de China Oriental), constando de dos volúmenes y un total de diez partes publicadas entre 1925 a 1934 (Taylor & Francis, Londres). También formó otras recolecciones, incluyendo reptiles y anfibios.
Es honrado con su epónimo el murciélago Tadarida latouchei.

## Otras publicaciones
- 1899. Notes on the Birds of North-west Fohkien, publicó British Ornithologists' Union, 261 p.

## Abreviatura (zoología)
La abreviatura La Touche  se emplea para indicar a John David Digues La Touche como autoridad en la descripción y taxonomía en zoología.